# کبوتر میدانی آمریکایی
 کبوترهای میدانی آمریکایی  (نام علمی: Patagioenas) نام یک سرده از تیره کبوتران است.

## گونه‌ها
- کبوتر دم‌نواری Patagioenas fasciata
- کبوتر شیلیایی, Patagioenas araucana
- کبوتر دم‌حلقه‌دار, Patagioenas caribaea
- کبوتر تاج‌سفید Patagioenas leucocephala
- کبوتر پس‌سرپولکی, Patagioenas squamosa
- کبوتر پولک‌دار, Patagioenas speciosa
- کبوتر پیکازورو, Patagioenas picazuro
- کبوتر چشم‌برهنه, Patagioenas corensis
- کبوتر بال‌خالدار, Patagioenas maculosa
- Pale-vented pigeon, Patagioenas cayennensis
- کبوتر نوک‌سرخ, Patagioenas flavirostris
- کبوتر سالوین, Patagioenas oenops
- کبوتر ساده, Patagioenas inornata
- کبوتر خاکستری, Patagioenas plumbea
- کبوتر گلگون, Patagioenas subvinacea
- کبوتر نوک‌کوتاه, Patagioenas nigrirostris
- کبوتر تیره‌رنگ, Patagioenas goodsoni